# Kaplapur, Bhalki
Kaplapur là một làng thuộc tehsil Bhalki, huyện Bidar, bang Karnataka, Ấn Độ.